# Кэш, Коди
Коди Рид Кэш (англ. Cody Reed Kasch; род. 21 августа 1987 года) — американский актёр, получивший широкую известность благодаря роли Зака Янга в телесериале «Отчаянные домохозяйки».

## Личная жизнь
Кэш родился в Санта-Монике и вырос в Оухай, штат Калифорния. Его предки — шотландцы. До 14 лет работал на ранчо, а затем переехал с Кэмэрио, Калифорния. Его отец — актёр и писатель, а мать — режиссёр и фотограф. У него также старший брат Макс.

## Карьера
После многочисленных гостевых появлений, Коди получил большую роль в ситкоме Джона Гудмана «Норма в Огайо», однако шоу было отменено после выхода в эфир семи эпизодов. Также Кэш сыграл школьника из Техаса в австралийском телесериале «Где-то там». Через четыре года Кэш получил роль Зака Янга в комедийной драме «Отчаянные домохозяйки» канала ABC, став одной из центральных фигур главной интриги первого сезона — самоубийства Мэри Элис Янг, от лица которой ведётся повествование. Актёр вернулся в третий сезон шоу в качестве тайного поклонника Габриэль Солис и вновь появился в седьмом сезоне. В 2010 году сыграл главную роль Нила Коннерса в фильме ужасов «Письмо счастья».

## Фильмография

### Кино
| Кино | Кино               | Кино                     | Кино        | Кино                   |
| Год  | Название           | В оригинале              | Роль        | Примечания             |
| ---- | ------------------ | ------------------------ | ----------- | ---------------------- |
| 2012 | Первая пятёрка     | The First Five           | Джек        | главная роль           |
| 2011 | Триумф Тони Дюрана | The Encore Of Tony Duran | Майкл Дюран | роль второго плана     |
| 2010 | Письмо счастья     | Chain Letter             | Нил Коннерс | роль второго плана     |
| 2009 | Два Боба           | The 2 Bobs               | Дуфус       | роль второго плана     |
| 2008 | Психушка           | Asylum                   | Стринг      | роль второго плана     |
| 2005 | Внутренняя война   | Homefront                | Джейк       | короткометражный фильм |
| 1989 | Втихую от Бога     | Behind God’s Back        | Сын Бубы    | короткометражный фильм |

### Телевидение
| Кино      | Кино                                | Кино                              | Кино                    | Кино        |
| Год       | Название                            | В оригинале                       | Роль                    | Примечания  |
| --------- | ----------------------------------- | --------------------------------- | ----------------------- | ----------- |
| 2009      | В Филадельфии всегда солнечно       | It’s Always Sunny In Philadelphia | Сырные ножки            | 1 эпизод    |
| 2009      | C.S.I.: Место преступления          | CSI: Crime Scene Investigation    | Томми Бэйкер            | 1 эпизод    |
| 2008      | Мыслить как преступник              | Criminal Minds                    | Оуэн Саваж              | 1 эпизод    |
| 2007      | На краю жизни                       | Side Order Of Life                | Макс Кален              | 1 эпизод    |
| 2005      | Закон и порядок: Специальный корпус | Law & Order: Special Victims Unit | Кайл Акерман            | 1 эпизод    |
| 2004—2011 | Отчаянные домохозяйки               | Desperate Housewives              | Зак Янг                 | 55 эпизодов |
| 2004      | Где-то там                          | Out There                         | Том Батлер              | н/д         |
| 2004      | Фил из будущего                     | Phil Of The Future                | Трой                    | 1 эпизод    |
| 2003      | Бумтаун                             | Boomtown                          | Тревор Янковски-Младший | 1 эпизод    |
| 2003      | Семейное дело                       | Family Affair                     | Девин                   | 1 эпизод    |
| 2002      | Полиция Нью-Йорка                   | NYPD Blue                         | Джош Ставер             | 1 эпизод    |
| 2002      | Бостонская школа                    | Boston Public                     | Остин Купер             | 1 эпизод    |
| 2000      | Норма в Огайо                       | Normal, Ohio                      | Роберт Миллер           | 7 эпизодов  |
| 2000      | Время не ждёт                       | Any Day Now                       | Брайан                  | 1 эпизод    |
| 2000      | Практика                            | The Practice                      | Скотт Симпсон-Младший   | 1 эпизод    |
| 2000      | Детектив Нэш Бриджес                | Nash Bridges                      | н/д                     | 1 эпизод    |
| 2000      | Скорая помощь                       | ER                                | Джейсон Бендер          | 1 эпизод    |
| 2000      | Другие                              | The Others                        | Раненый мальчик         | 1 эпизод    |
| 1999      | Китайский городовой                 | Martial Law                       | Мальчик                 | 1 эпизод    |